# KwaDukuza (gmina)
KwaDukuza – gmina w Republice Południowej Afryki, w prowincji KwaZulu-Natal, w dystrykcie iLembe. Siedzibą administracyjną gminy jest KwaDukuza.